# 10 Anos de Sucesso - Acústico
10 Anos de Sucesso - Acústico é o décimo álbum e o primeiro DVD da dupla sertaneja Rick & Renner, lançado em 2003. Foi gravado nos estúdios da GRAVODISC, em São Paulo, entre os dias 17 e 21 de março de 2003.
O álbum comemora os 10 anos da trajetória discográfica da dupla e reúne grandes sucessos de sua trajetória no formato acústico, como: "Ela é Demais", "Só Pensando em Você", "O Amor e Eu", "Seguir em Frente", "Cara de Pau", "Muleca", "Fim de Semana", "Filha", entre outros.
O álbum vendeu cerca de 100.000 cópias, conquistando disco de ouro pela ABPD.

## Gravação
A principal característica do álbum é o formato da gravação, que foi feita em estúdio e sem público, somente com a presença dos músicos, da equipe, backing vocals e da própria dupla. Segundo Rick, a intenção da gravadora era que fosse um álbum ao vivo, porém a dupla optou em fazer algo que fosse diferente do que estava sendo feito no mercado. Outra característica é a dupla contando histórias da carreira em depoimentos antes e depois de cada música, algo jamais feito por outro artista sertanejo em um DVD na época.

## Faixas
| CD  |                                        |                                                     |         |  |
| N.º | Título                                 | Compositor(es)                                      | Duração |  |
| 1.  | "Só Pensando em Você"                  | Liah Soares                                         | 5:50    |  |
| 2.  | "A Força do Amor"                      | Cleberson Horsth / Ronaldo Bastos                   | 4:39    |  |
| 3.  | "Nos Bares da Cidade"                  | Rick                                                | 3:48    |  |
| 4.  | "Vou Ganhar Você"                      | Peninha                                             | 3:38    |  |
| 5.  | "Mil Vezes Cantarei (Una y Mil Veces)" | Donato - Versão: Waldir Luz / Manoel Nenzinho Pinto | 5:03    |  |
| 6.  | "Sem Direção"                          | Zé Henrique                                         | 4:12    |  |
| 7.  | "Preciso Te Encontrar"                 | Joel Marques / Ivone Ribeiro                        | 3:19    |  |
| 8.  | "Fim de Semana"                        | Ivar David Costa / Reny de Oliveira                 | 3:45    |  |
| 9.  | "Muleca"                               | Waldir Luz / Yonara Nascimento                      | 3:28    |  |
| 10. | "Seguir em Frente"                     | Peninha / Arandas Júnior                            | 4:14    |  |
| 11. | "Bandida"                              | Rick / João Paulo                                   | 3:49    |  |
| 12. | "Filha"                                | Rick                                                | 4:26    |  |
| 13. | "Baby"                                 | Rick / Alexandre / Elias Muniz                      | 3:59    |  |
| 14. | "Cara de Pau"                          | Roberto Merli / Alexandre                           | 4:04    |  |
| 15. | "Ela é Demais"                         | Elias Muniz                                         | 3:35    |  |
| 16. | "Instante Mágico"                      | Tivas / Rocky                                       | 3:56    |  |
| 17. | "Ela é Demais" (versão ao vivo)        | Elias Muniz                                         | 3:41    |  |

| DVD |                                        |                                                     |         |  |
| N.º | Título                                 | Compositor(es)                                      | Duração |  |
| 1.  | "Só Pensando em Você"                  | Liah Soares                                         |         |  |
| 2.  | "Seguir em Frente"                     | Peninha / Arandas Júnior                            |         |  |
| 3.  | "Sem Direção"                          | Zé Henrique                                         |         |  |
| 4.  | "O Amor e Eu"                          | Tivas / Zequinha Rodrigues                          |         |  |
| 5.  | "Fim de Semana"                        | Ivar David Costa / Reny de Oliveira                 |         |  |
| 6.  | "Preciso Te Encontrar"                 | Joel Marques / Ivone Ribeiro                        |         |  |
| 7.  | "Bandida"                              | Rick / João Paulo                                   |         |  |
| 8.  | "Paixão de Peão"                       | Rick / Marcos Lima                                  |         |  |
| 9.  | "Baby"                                 | Rick / Alxandre / Elias Muniz                       |         |  |
| 10. | "Ela é Demais"                         | Elias Muniz                                         |         |  |
| 11. | "Muleca"                               | Waldir Luz / Yonara Nascimento                      |         |  |
| 12. | "Filha"                                | Rick                                                |         |  |
| 13. | "Cara de Pau"                          | Roberto Merli / Alexandre                           |         |  |
| 14. | "Nos Bares da Cidade"                  | Rick                                                |         |  |
| 15. | "Mil Vezes Cantarei (Una y Mil Veces)" | Donato - Versão: Waldir Luz / Manoel Nenzinho Pinto |         |  |
| 16. | "Vou Ganhar Você"                      | Peninha                                             |         |  |
| 17. | "Aqueles Olhos"                        | César Augusto / Elias Muniz                         |         |  |
| 18. | "Eu Sem Você"                          | Rick                                                |         |  |
| 19. | "Instante Mágico"                      | Tivas / Rocky                                       |         |  |

## Certificações
| País          | Certificação | Data | Vendas certificadas |
| ------------- | ------------ | ---- | ------------------- |
| Brasil (ABPD) | Ouro         | 2004 | 100.000             |